# باز دم‌نواری
باز دم‌نواری یا سارگپه دم‌نواری (نام علمی: Buteo albonotatus) نام یک گونه از سرده سارگپه است.